# Stentjärnen (Särna socken, Dalarna, 685085-137330)
Stentjärnen är en sjö i Älvdalens kommun i Dalarna och ingår i Dalälvens huvudavrinningsområde.